# Gunnilse (östra delen)
Gunnilse (östra delen) var före 2010 en av SCB avgränsad och namnsatt småort i Gunnilse i Göteborgs kommun. Vid 2010 års avgränsning klassades den inte längre som en småort.